# Крученозубка Гоппе
Крученозубка Гоппе (Tortula hoppeana) — вид мохів порядку потіальних (Pottiales).

## Поширення
Батьківщиною є Європа, Північна Америка, Азія.
Населяє ґрунт, вапняний мул; від низьких (у північних районах) до високих висот понад 3300 метрів.

## Характеристика
Листки від яйцеподібних до довгастих, верхівка широкогостра чи зрідка заокруглена, шишкоподібні чи коротко- чи довго-слизисті, іноді з коротким остюком, краї загнуті в середині 2/3 листка чи іноді майже плоскі, не чи дуже слабо обрамлені дистально ≈ 2 рядами клітин. Вид автоікозний. Коробочкові ніжки 0.9–1.2(1.9) см. Коробочка циліндрична, прямовисна і майже пряма, урноподібна, 1.5–2(2.8) мм. Спори 20–23(25) мкм, кулястої або еліптичної форми, густо бородавчасті. Коробочки зрілі влітку.